# Stan Szelest
Stan Szelest (Buffalo, Nueva York, Estados Unidos, 11 de febrero de 1943 - Woodstock, Nueva York, Estados Unidos, 20 de enero de 1991) fue un músico estadounidense conocido por su trabajo con Stan and the Ravens, una influyente banda de blues en la década de 1950 y de 1960, así como por su trabajo como teclista en The Band.

## Biografía
Nacido en Buffalo (Nueva York), Szelest formó en 1958 Stan and the Ravens, un grupo de blues con popularidad en el oeste de Nueva York. En 1960, con diecisiete años, comenzó a trabajar con el cantante Ronnie Hawkins y su banda de apoyo The Hawks. Rick Danko, que llamó a Szelest «una fuente viviente de rock and roll», comentó que desarrolló su estilo de tocar el bajo copiando el trabajo de Szelest al piano con su mano izquierda. Cuando Szelest abandonó The Hawks un año más tarde, Richard Manuel ocupó su lugar y The Hawks dejaron a Hawkins para formar una banda propia, que pocos años después pasó a llamarse The Band. En 1967, Stan and the Ravens se disolvieron, y dos de sus miembros, Calanda y Mallaber, se unieron a Tony Galla & The Rising Sons, que en 1968 cambiaron su nombre por el de Raven. Con David Lucas como productor, el nuevo grupo grabó la canción «Farmer's Daughter», compuesta por Szelest, que ayudó al grupo a obtener un contrato con Columbia Records. 
En 1984, Stan Szelest y Levon Helm tocaron juntos de nuevo como miembros de The Woodstock All-Stars, un grupo de corta vida. Tras la muerte de Manuel en 1986, Szelest volvió a The Band, tocando con ellos hasta 1990 y participando en los ensayos para su primer álbum en casi dos décadas. Sin embargo, falleció a consecuencia de un ataque al corazón en 1991 en Woodstock. Su participación en Jericho puede escucharse en canciones como «Blind Willie McTell» y «Atlantic City». El álbum incluyó también la canción «Too Soon Gone», coescrita por Jules Shear a modo de tributo a Szelest.

## Discografía
The Rivals
- Howlin' For My Darlin' / It Won't Be Long Now (1960?) Wand Records

Ronnie Hawkins
- Summertime (1960) Roulette Records
- The Folk Ballads of Ronnie Hawkins (1960) Roulette Records[5]

Garland Jeffreys and Grinder's Switch
- Garland Jeffreys and Grinder's Switch (1970)

Jesse Ed Davis
- Ululu (1972) Atco

David Wilcox
- Bad Reputation (1984)

Roy Buchanan
- Dancing on the Edge, (1986) Alligator
- Hot Wires, (1987) Alligator

The Band
- Jericho (1993)[6]

Lonnie Mack
- Strike like Lighting  (1985) Alligator